# Halswell United
Der Halswell United Association Football Club ist ein neuseeländischer Fußballklub aus dem Stadtteil Haswell in Christchurch.

## Geschichte
Der Klub wurde am 22. März 1964 gegründet. Nachdem es erst nur Jugendmannschaften gab, wurde auch schnell eine erste Herren-Mannschaft geschaffen.
In der Liga befand man sich Anfang der 1970er Jahre noch in der Division 2 North, auch wenn man 1974 schon einen kurzen Ausflug, so stieg man zur Saison 1980 dann auch längerfristig in die Division 1 North auf. Nach einer Neubelegung der Ligen musste man 1987 wieder in die Division 2 runter, zur Saison 1991 ging es dann aber wieder hoch. Zur Saison 1993 wurde man dann auch eingeladen an der Superclub League innerhalb der dortigen Southern League teilzunehmen. Innerhalb dieser platzierte man sich mit 30 Punkten auf dem vierten Platz, in den beiden Folgesaisons gelang dann nochmal ein fünfter und ein neunter Platz.
Ab der Saison 1998 spielte man dann in der Mainland Premier League. Hier spielte man von Anfang an auch gleich oben mit und so gewann man von 1999 bis 2001 drei Mal in Folge die Meisterschaft. Mit der Zeit entfernte man sich aber wieder von der Topgruppe und platziert sich mittlerweile im Mittelfeld der Tabelle.
Das beste Ergebnis im Chatham Cup war in der Saison 2005, als man es bis ins Halbfinale schaffte, wo man mit 1:3 Central United unterlag. 